# Mariusz Orski
Mariusz Orski (ur. 7 kwietnia 1957 w Warszawie) – polski reżyser, autor artykułów o teatrze, scenograf, nauczyciel techniki aktorskiej (Michaił Czechow), medytacji i uważności. 

## Życiorys
Absolwent Akademii Teatralnej im. Aleksandra Zelwerowicza w Warszawie (Wiedza o Teatrze oraz Reżyseria); podczas studiów asystent Jerzego Grzegorzewskiego w Teatrze Studio i uczestnik projektów Jerzego Grotowskiego i Teatru Laboratorium (np. Teatr Źródeł).
W latach 1986–88 stażysta w Laboratorium Psychoedukacji. Stypendysta Fundacji Fulbrighta w San Francisco i w Nowym Jorku (1988) oraz dwukrotnie Ministerstwa Kultury i Rządu Francji: w roku 1983 (asystentury u Giorgio Strehler – w teatrze Odeon i w Opera de Paris) i w roku 1989.
Od debiutu reżyserskiego („Tryptyk”, Teatr Studio w Warszawie, 1984 r.) pracuje w teatrach w Polsce (Warszawa, Poznań, Kraków, Łódź, Lublin, Bydgoszcz, Katowice) oraz za granicą – w Europie, Azji (Buriacja, Indie, Izrael) i USA – wystawia spektakle, prowadzi warsztaty teatralne, staże reżyserskie i kursy aktorskie.
Reżyserował dwukrotnie w Indiach, w Nowym Delhi, z hinduskimi aktorami wystawiając „Ślub” Witolda Gombrowicza (1998) i Konferencję ptaków według Fariduddin Attar (1999).
W latach 1989–1999 wykładowca w PWSFTviT w Łodzi, na Wydziale Reżyserii; nauczyciel techniki aktorskiej Michaiła Czechowa. W latach 2016–18 wykładowca w Szkole Aktorskiej Machulskich w Warszawie.
Autor i reżyser słuchowisk Teatru Polskiego Radia: o Josif Brodski: „Poeta i tortura idiotyzmu” (premiera: 1 Program PR, 2016), „Nie odbierzecie mi…” o Osip Mandelsztam (2016), Sándor Márai, "Rendez-vous” (2017), György Spiró „Zaciemnienie” (2019), Bogusław Schaeffer, „Kaczo” (2020).
Eksperymentuje z wykorzystaniem teatru jako narzędzia w procesie resocjalizacji i integracji; związany z Polską Wspólnotą Pokoju podjął pracę z więźniami (w warszawskim Areszcie Śledczym), z którymi wystawił (2011) spektakl pt. „Bajkowy las”.
Współpracował z MIGRATOR THEATRE, warszawskim teatrem emigrantów i uchodźców: w 2006 roku wyreżyserował „Rasę pieczątek” Simon Mol.
W 2018 roku zakończył realizację filmu dokumentalnego o Devim Tuszyńskim pt. „Devi, książę miniatury” (scenariusz, reżyseria, współprodukcja); film zdobył nagrodę (najlepszy film zagraniczny) na Festiwalu Filmowym w Punta del Este w Urugwaju (2020).

## Spektakle teatralne
- "Miłość i polityka" Pierre Sauvil, Teatr Korez w Katowicach (2015)
- "Bajkowy las" - spektakl zrealizowany z więźniami w Areszcie Śledczym Warszawa-Mokotów (premiera: 2011 rok)
- "Aoi" (według Aoi-No Ue) Teatr na Woli – Warszawa (data premiery: 2008 rok)
- "Rasa pieczątek" Simon Mol – Teatr Migrator - Warszawa (data premiery: 2006 rok)
- Kwartet - Ronald Harwood – Teatr im Wojciecha Bogusławskiego – Kalisz (data premiery: 2003 rok)
- Popcorn - Ben Elton – Teatr Polski im. Konieczki – Bydgoszcz (data premiery: 2001 rok)
- Mąż i żona - Aleksander Fredro – Teatr Polski – Bielsko-Biała (data premiery: 2000 rok)
- "Conference of the Birds" Farid-Ud-Din Attar Teatr NSD - New Delhi, Indie (data premiery: 1999 rok)
- "Ślub" - Witold Gombrowicz – Teatr NSD - New Delhi, Indie (data premiery: 1998 rok)
- Qqryq - Paul Maar(inne języki) – Teatr Lalka - Warszawa (data premiery: 1997 rok)
- Końcówka - Samuel Beckett – Teatr im. Osterwy – Lublin (data premiery: 1994 rok)
- Próby - Bogusław Schaeffer – Teatr Polski – Warszawa (data premiery: 1993 rok)
- Edyp królem - Sofokles – Teatr Studyjny`83 im. J. Tuwima - Łódź (data premiery: 1990 rok)
- Krótka noc - Władysław Terlecki – Teatr im. Słowackiego – Kraków (data premiery: 1987 rok)
- Audiencja III - Bogusław Schaeffer - Teatr Nowy – Poznań (data premiery: 1985 rok)
- Tryptyk - Zygmunt Konieczny – Teatr Studio – Warszawa (data premiery: 1984 rok)

## Publikacje /wybór/
- "Psychologiczne aspekty pracy Konrada Swinarskiego z aktorem", w: Teatr Konrada Swinarskiego. Rekonesans Katowice 1978.
- "Moje Drzewo Ludzi", Dialog 4/1980.
- "Próba o Teatrze Źródeł", Dialog 4/1982
- "Z Giorgio Strehlerem. Rozmowa", Teatr 2/1985
- "O Ameryce imigrantów. Rozmowa z Czesławem Miłoszem", Tygodnik Powszechny 1/1989; przedruk w: Czesław Miłosz, Rozmowy polskie 1979-1998 Kraków 2006.
- "Spotkanie z Josifem Brodskim", Znak 12/1990, nr 427.
- "Grotowski, czyli głęboka ekologia teatru", Zeszyty Literackie 31/1990.
- "Kryzys i przemiana czyli wstęp do metody Michaiła Czechowa", Notatnik Teatralny 1/1991.
- "O Michaile Czechowie", Teatr 5/1991.
- "Książę miniaturzystów", Gazeta Wyborcza Magazyn, 24.01.2002.
- "Miłość i technika aktorska. Słuchając ostatnich wykładów Michaiła Czechowa, Didaskalia 54-56/2003.
- "Peter Brook, nie ma sekretów. Myśli o aktorstwie i teatrze", Łódź 1997 (wstęp i współautorstwo przekładu).
- "Uta Hagen,Szacunek dla aktorstwa (2015)
- "Jack Garfein, Żyć i grać (2016)
- "Aktor, praca nad rolą i praktyka uważności", (Teatr 2016)
- "Abba Ryszard i jego dedykacje", Magazyn GW (27.08.2016)
- "Księża na księżyc. Kilka uwag o prowokacji", Więź (wiosna 2018)
- Redaktor wydania dwutomowych „Wierszy zebranych” Czesława Miłosza (Wydawnictwo Krąg, 1980)

## Nagrody
- Szczecin 1985 - XX OPTMF – nagroda Publiczności Polic
- Szczecin 1985 - XX OPTMF - nagroda Domu Kultury Korab
- Szczecin 1985 - XX OPTMF - II nagroda jury dla spektaklu
- Szczecin 1985 - XX OPTMF - nagroda za reżyserię "Audiencji III" Bogusława Schaeffera w Teatrze Nowym w Poznaniu